# ليك سيتي (تينيسي)
ليك سيتي (بالإنجليزية: Lake City, Tennessee)‏ هي مدينة تقع بولاية تينيسي في وسط شرق الولايات المتحدة. تأسست عام 1856، تبلغ مساحة هذه المدينة 4.1 (كم²)، وترتفع عن سطح البحر 264 م، بلغ عدد سكانها 1781 نسمة في عام 2010 حسب إحصاء مكتب تعداد الولايات المتحدة وتصل الكثافة السكانية فيها 433 نسمة/كم2.

## أعلام
- كاثرين ويلي
- دين ديلون

## وصلات خارجية
- www.lakecitytn.com
- The US50 - Cities and Towns in Tennessee State